# Cumaru (ort)
Cumaru är en ort i Brasilien.   Den ligger i kommunen Cumaru och delstaten Pernambuco, i den östra delen av landet, 1 600 km nordost om huvudstaden Brasília. Cumaru ligger 362 meter över havet och antalet invånare är 6 861.
Terrängen runt Cumaru är platt åt sydväst, men åt nordost är den kuperad. Närmaste större samhälle är Passira, 12,9 km öster om Cumaru.
Omgivningarna runt Cumaru är huvudsakligen savann. Runt Cumaru är det ganska tätbefolkat, med 120 invånare per kvadratkilometer.